# Філіпп (син Антигона)
Філіпп (дав.-гр. Φίλιππος; помер у 306 до н.е.) — син діадоха Антигона Одноокого, полководець доби діадохів.

## Біографія
Філіпп був молодшим сином діадоха Антигона Одноокого та Стратоніки, дочки Коррага. Існують декілька версій щодо місця та часу народження Філіппа. На думку Річарда Білловса Філіпп народився близько 334 року у Македонії. Іншу думку висловлював Гельмут Берве, він вважав що Філіпп народився у фригійському місті Келени, коли його батько обіймав посаду сатрапа Фригії. У 310 році до н.е. Антигон послав його придушити повстання полководця Фенікса та повернути контроль над Геллеспонтською Фригією. Подробиці цього походу невідомі, але в результаті Фенікс знову визнав зверхність Антигона і залишався йому вірним усе подальше життя. Філіпп помер у 306 році до н.е. напередодні експедиції Антигона до Єгипту.

## Фенікс, син Антигона
У XX книзі «Історичної бібліотеки» Діодор Сицилійський пише про смерть Фенікса, сина Антигона. Хоча раніше він писав лише про двох синів Деметрія та Філіппа. Плутарх також згадує лише двох синів. Йоган Дройзен висловив думку, що в тексті була помилка і описується смерть Філіппа. Згодом цю версію підтримали інші дослідники.